# Gerbillus andersoni
Gerbillus andersoni is een zoogdier uit de familie van de Muridae. De wetenschappelijke naam van de soort werd voor het eerst geldig gepubliceerd door de Winton in 1902.